# Hot Fuss
Hot Fuss er gennembrudsalbummet og det første studiealbum fra The Killers, udgivet i år 2004.

## Spor

### U.S. udgave
Albummet består af følgende sange på den originale amerikanske udgave.
1. "Jenny Was a Friend of Mine" – 4:05
2. "Mr. Brightside" – 3:43
3. "Smile Like You Mean It" – 3:55
4. "Somebody Told Me" – 3:17
5. "All These Things That I've Done" – 5:02
6. "Andy, You're a Star" – 3:14
7. "On Top" – 4:19
8. "Change Your Mind" – 3:11
9. "Believe Me Natalie" – 5:07
10. "Midnight Show" – 4:03
11. "Everything Will Be Alright" – 5:45

### Vinyludgaven
"Glamorous Indie Rock & Roll" blev tilføjet til slutningen af albummet.

### Den indskrænkede udgave
Denne udgave indeholder alle de originalt udsendte amerikanske numre samt tre bonusnumre:
1. "Glamorous India Rock & Roll" – 4:14
2. "The Ballad of Michael Valentine" – 3:49
3. "Under the Gun" – 2:33

### U.K. og den australske udgave
"Glamorous Indie Rock & Roll" erstattede "Change Your Mind" i disse udgaver.